# 레러이
레 태조(베트남어: Lê Thái Tổ / 黎太祖, 1385년 9월 10일(음력 8월 6일) ~ 1433년 9월 5일(음력 8월 22일))는 대월 후 레 왕조의 제1대 황제(재위: 1428년 ~ 1433년)이다. 휘는 레러이(베트남어: Lê Lợi / 黎利 여리)이다. 절일은 만수성절(萬壽聖節)이다. 1400년대 초부터 베트남이 명나라의 식민지가 되자 그는 의병을 조직하여 독립전쟁을 전개하였으며 1428년 명나라군을 베트남에서 몰아내고 독립에 성공하였다. 국내를 5도로 나누고 모든 제도를 정비하였으며, 유학을 진흥시켰다. 명나라와 조약을 체결한 뒤에는 명나라에 조공을 보내고, 그로부터 안남국왕(安南國王)에 책봉되기도 했다.

## 생애

### 집안 내력과 출생
여리는 영덕왕 창부 9년, 뇌양 주산에서 베트남의 청화로 양강현 람썬(清化路 梁江縣 藍山鄉)의 호족 가문 레코앙의 아들로 태어났다. 사서에 따르면 여리의 증조부 레호이는 이곳을 지날 때 좋은 일이 일어날 것이라 생각하여 정착했고, 3년 뒤 실제로 자신의 산업이 크게 발달하여 독자적인 세력의 우두머리가 되고 레호이의 아들 레딘이 그의 자리를 계승할 땐 가문을 따르는 자들이 천 여명에 도달했다고 한다.

### 반명 운동의 시작
여리가 젊었을 시기 쩐 왕조는 호꾸이리의 만행으로 내리막길을 걷고 있었고, 호꾸이리가 마침내 찬탈하자 명나라의 영락제는 호꾸이리를 찬탈자로 간주하고 대월을 침략한다. 결국 대월은 패배했고 호꾸이리, 호한트엉 부자는 막투이에게 사로잡혀 참수당하는 비참한 최후를 맞이한다. 승리한 명나라는 대월을 지배한다. 전한때처럼 중국의 복속기가 도래한 것이다.
대월사기전서에는 여리를 '명의 온갖 계략과 유혹에도 굴하지 않고 관직에 손대지 않았으며 후 쩐 왕조의 항명활동이 가망없음을 깨닫고 산림에 은거하고, 지략에 밝은 자를 모집하고 유량민을 모집했다고 전해진다. 그런데 명실록에는 여리가 중국에 투항하여 관직을 얻고 암암리에 항명 음모를 꾸몄다는 말도 전해진다.
둘 중 정설은 없지만 여리 자신도 주목할 만한 말을 한 적이 있다. 황제로 즉위한 여리가 신하들에게 명 복속기 때를 회상하며
罄家所有以奉事之，冀其免禍，而彼害朕之心曾不少恕，義兵之舉，朕實出於不得已焉耳。
집안 물건들을 다 팔아서 화를 면하길 바랬고, (명에) 음해하는 마음은 일찍이 용서받았다. 의병을 일으킨 행위는 실로 부득이한 사정에서 비롯된 것이다.
오사연 등<대월사기전서>, 565쪽。

#### 람썬 봉기
여리는 명의 통치에 맞서 식민지가 된 대월을 해방하기 위해 각 지방의 호걸들을 끌어모아 독립전쟁을 준비하고 있었다. 1418년 2월 여리는 봉기를 일으켜 스스로를 평정왕(平定王)이라 칭한다. 여리 외에도 봉기군이 여럿 있었으나 오래지 않아 명군에게 격파당했다.
명은 여리가 봉기를 일으키자 마기(馬騏)를 파견하여 정벌을 시도했다. 그러자 여리는 명군을 낙수(洛水)로 유인해 미리 대기하고 있던 복병들로 명군을 물리친다. 이후 여리는 영산(靈山)으로 이동하다가 명군의 추격을 받아 자신의 세력 사람들 일부분이 명의 포로로 붙잡힌다.
여리는 잔병을 이끌며 영산에 주둔하였고 1419년부터 24년까지 약 5년간 영산, 남산을 주요 거점으로 삼아 여러번 잔병을 이끌고 명군과 교전을 벌였으며 이 때 여리는 개국공신이 되는 응우옌짜이의 귀순을 받는다.
1425년 (홍희 원년) 행군 기간에 여리는 연도(沿道)에 있던 백성들의 지지를 받고 엄격한 규칙을 바탕으로 여리 세력이 행차하는 곳 마다 성을 포위, 힘을 합쳐 백성들의 호응이 이어졌다. 명군이 점령했던 지역들은 여리가 다시 수복하였다. 명군의 주력이 예안성(乂安城)에만 집중되어 있고 다른곳은 방어가 약하다는 점을 알아채고 여리는 시선을 돌려 신평(新平), 순화(順化)를 공략한다.
당시 여리 세력은 베트남 중부를 점령하고 동도(東都)로 출병하여 1426년 10월과 11월 사이(선덕 원년) 명군과의 전투에서 명군을 가로막아 명군의 세력이 몇 개의 포위된 도시에만 세력권이 한정되게 만들었다. 응우옌짜이, 찐카, 쩐응우옌한, 레삿, 팜반싸오, 딘리엣, 레응언등 휘하 참모, 장수들과 함께 계속 항전해 끝내 명나라에게 승리하고, 명나라 군대를 베트남에서 몰아냈다.

#### 명군을 격파하다
여리의 세력이 날로 커져가는 가운데, 명나라의 왕통이 기습하여 만 여명이 참살당하는 손해를 입는다. 하지만 며칠 뒤 사방에서 반격하여 여리는 창강과 양강을 점령하고 왕통에게 화친을 제안한다. 왕통은 선덕제에게 서신을 전달했고 당시 명군은 대대적인 피해를 감안해 왕통은 급히 화친 요구를 받아들이고 양측이 철군하기로 약속한다.
전쟁이 크게 가라앉은 후 1427년(선덕 2년) 11월 여리는 사절을 보내 쩐까오를 안남왕 책봉을 요구한다. 진고가 안남왕에 정식 책봉되면서 중국의 복속기가 드디어 끝나게 되었다.
여리가 명군과 오랫동안 장기전을 벌이며 승리할 수 있었던 것은 용병술과 베트남 북부의 자연환경에 해박했기 때문이다. 여리는 명의 복병을 치고 공격을 피하며 매번 나란히 대진하였고 명군의 숫자가 여리 세력보다 많았지만 동시에 행군이 멀어 최적의 상태에서 전투할 수 없다는 점을 이용했다.

#### 군헌 10조
여리는 부하들의 규율과 통합을 중시했고 빈틈없이 그 점을 관리했다. 그는 일찍히 '군헌 10조'를 반포하기도 했다.
- 1. 시끄럽게 한 자.
- 2. 함부로 말해서 분위기를 뒤흔든 자.
- 3. 전투에 임했는데 소리를 못 들은 척 하는 자.
- 4. 전투를 멈추는 깃발을 보았는데도 멈추지 않는 자.
- 5. 후퇴하는 소리를 듣고도 물러서지 않는 자.
- 6. 나태하거나 무리를 떠나 잠적한 자.
- 7. 여색을 밝히고 군인으로써의 본분을 다하지 않는 자.
- 8. 뇌물을 받은 자.
- 9. 사리사욕으로 남의 공과를 뒤바꾼 자.
- 10. 여러 사람과 화합하지 못하고 간악하여 도둑질을 일삼은 자.

- 위 열가지에 해당하는 자는 참수한다.

또한, 여리는 모든 문무관들에게 말했다.
 「一、勿無情；二、勿欺慢；三、勿奸貪。」
하나, 무정하게 대하지 마라. 둘, 업신여기지 마라. 셋. 간사하지 마라.

여리는 올바른 규칙을 만들어 자신의 세력과 적대하는 자가 매우 적었다.

### 명을 몰아내다대월 재건항명전쟁이 끝난 후 여씨(黎氏) 일족은대월의 통치자가 되었고 명과의 전쟁이 끝났음을 선포했다. 실세가 된 여리는 이제 제위를 넘보고 있었고 진고를 제거하기 위한 계획을 세웠다.진고는 1426년(선덕 원년) 여리 세력이 옹립한쩐 왕조쩐씨의 괴뢰 군주이다. 문제는 진고가 그냥 찐씨인지 아니면 쩐 왕조의 진짜 후손인지 불명이였다는 것이다. 그런데도 진고를 옹립한 이유는 민심을 모으기에 적합하다는 점을 고려했기 때문이다. 명군을 몰아낸 여리는 꼭두각시 군주인진고를 제거하고 1428년(선덕 3년) 3월 15일 하노이에서후 레 왕조의 초대 황제로 즉위한다.진고의 사인에 대해선 도주할 때 조정에 잡혀 독약을 먹고 죽었다고도 하며, 바다의 배를 몰다가 여리에게 쫓겨 죽었다고도 하는 등 여러 설이 있다.여리는 국호를 다시 다이비엣(Dai Viet, 大越/대월)이라 정하고, 통킹(東京, 동경 즉 하노이)에서 즉위하였다. 그는 국내를 5개 도(道)로 나누어서 행정관을 파견하였고, 사상적 측면으로는 중국으로부터유교를 받아들여 장려하였다.치적여리는 재건 대월의 황제로 즉위하면서 여러 개혁정책들을 펼쳤다. 교육에 관해선 경성에 국자감을 설치하고 지방 각 부로에 학당을 설치해 유학을 가르쳤으며과거 시험을 개최하였고 종교별로 시험 제도도 만들었다. 율령의 경우엔 당대의 형벌을 참고하여 태질, 장형, 징역, 유배, 사형으로 구분했으며 자수한 경우 감형하는 경우도 생각하였다. 또한 공이 없는 자가 토지를 점유하고, 개국 전쟁에 참여했던 병사는 경작할 토지가 없다는 점을 감안하여균전법을 제정해 빈부의 불균형을 완화시켰다.
군사의 경우 항명전쟁이 끝난 뒤 당시 25만명에서 10만명으로 인원을 줄이고 나머지는 귀농시켰다. 또 전 군을 다섯으로 나누었으며 한 명이 귀농하고 넷이 근무하는 등의 교대하는 방식을 채택했다. 자신의 통치기간에도 봉기가 일어나자 친정하여 정벌했다.

#### 외교관계
명나라와는 전쟁에서 승리한 후, 안남국왕으로 새로 책봉해 줄것을 요구했다. 명은 처음엔 쩐씨를 왕으로 생각하여 불응했으나 여러 차례 요구하자 1431년 정식 안남국왕으로 책봉받았다. 명과의 관계는 형식상으론 제후국 책봉이나, 대월은 자주적이며 절대 중국이 간섭하지 못하게 하는 등 국가를 안정시킬 수 있는 외교였다.
또한 여리가 황제가 되기 전, 1427년(선덕 2년) 참파인이 와서 방물을 조공하자 후 레 왕조(여리 세력)는 점차 참파와 접촉하기 시작했다.

#### 사용 칭호
여리가 생전에 쓰던 호칭은 5개가 있었고 총 호칭들은 다음과 같다.
- 평정왕(平定王) - 항명운동때 사용한 자칭 왕호.
- 대월 황제(皇帝) - 재건 대월의 황제로 즉위.
- 순천승운예문영무대왕(順天承運睿文英武大王) - 존호.
- 남산동주(藍山洞主) - 아호.
- 안남국왕(安南國王) - 중국(명나라)에서 봉해준 작호.

#### 사망
1433년 (순천 6년) 8월 22일 여리는 정침(正寢)에서 사망하였다. 향년 47세였으며 자신의 근거지였던 남산에 매장되었고 사후 묘호는 태조(太祖)로 정해졌다. 능의 이름을 영릉(永陵)이며 제위는 차남인 여원룡이 이었다.

## 평가

### 당대 신하들의 평가
당대의 신하들 역시 강대국이자 주군국인 명나라를 이기고 독립에 가까워지는 상황에서 한 입에 이렇게 말했다.
「明淫刑虐政，久失民心，帝反其道而用之，以仁易暴，以治易亂，此所以成功之速也。」
명나라의 형벌은 부당하여 오랫동안 민심을 잃었습니다. 명제(明帝)는 포악한데 반해 폐하께선 인(仁)으로 혁명을 일으켰기에 성공한 것입니다.

무려 10년이 걸친 장기전을 통해 뛰어난 용병술과 게릴라전으로 숫자가 몇배나 많은 명군을 이긴건 대월의 독립 의지를 보여주는 사건이였다. 당대뿐 아니라 현대 베트남에서도 여태조는 민족 영웅으로 여겨지며 명과 자주적인 외교관계를 맺었다는 점 역시 높게 평가받는다.
하지만 자신이 모시던 주군을 시해하고 항명운동때 힘을 합친 공신들을 시기해 처형하는 등 도덕적인 면에서 결함을 보이기도 했다. 그리고 명의 말단 관직을 지냈고 항명운동의 이유가 단순 명으로부터 독립 의지로 비롯된게 아닌 점에서 여태조가 항명을 시작한 다른 이유가 있었음을 알 수 있다.

### 사관의 평가
論曰：太祖即位以來，其施為政事，藹有可觀。如定律令，制禮樂，設科目，置禁衞，設官職，立府縣，收圖籍，創學校，亦可謂創業之宏謨。然多忌好殺，此其短也。
태조께서 즉위한 이래로, 정세가 태평하였으며 법률, 제례, 관직 등 여러 업적을 쌓으셨다. 그러나 처형이 잦았다.

帝承祖父之業，時遭大亂，而志益堅，晦跡山林，以稼穡為業，由其憤強賊之陵暴，尤留心於韜畧之書，罄竭家貲，厚待賓客。及戊戌年起集義兵，經營天下，前後凡數十戰，皆設伏出奇，避實擊虛，以寡敵眾，以弱敵強。及明人出降，戒戢軍士，秋毫無犯，兩國自是通好，南北無事。忙禮、哀牢，俱入版圖；占城、闍槃，航海修貢。帝宵衣旰食，凡十年而天下大治。
조상 대부터 내려온 가문의 세력을 도맡다가 변을 당하셨지만, 뜻이 깊어 산림에 은거하고 명의 부조리에 분개하여 귀순해 오는 자에게 자비를 베풀었다.
의병을 모아 혁명을 계획하고, 열세를 극복하기 위해 치밀한 계획을 세워 복병을 두고 적은 수로, 많은 적을 격파하고, 약한 군대로, 강한 군대를 쳤다. 그렇게 명군이 항복하여 독립에 성공했다. 점성국 등이 조공했고 무릇 10년만에 천하가 태평하였다.

帝起義兵，未嘗濫殺一人，惟能以柔制剛，以寡敵眾，不戰而屈人兵，故能革否為泰，轉危為安，易亂為治，所謂仁者無敵於天下，其帝之謂歟！其有天下而傳萬世之業也宜哉！
황제의 의병 중, 무고한 이를 죽인 이가 없고, 현명함으로 강자를 제압했으며, 적은 수로 명군과 대적하고, 결국 승리하였으니 천하에 대적할 자가 없으며 그(태조)의 업적은 만세에 전해질 정도가 되었다.

### 근-현대 사학자들의 평
여리에 대한 진중김의 평은 구국영웅이다. 그러나 가혹한 형벌 제도를 비판했고 질투심과 견제로 공신들을 죽인 토사구팽은 문제있다고 평했다.
또한 베트콩 학자들은 그를 항명운동을 위해 모든걸 바친 강직하고 정의로운 애국자로 평했으며 중국의 일부 학자들도 위협 세력이 되는 호족을 거느린 점과 명과의 대등한 외교관계를 세운것을 높게 평가했다. 그러나 일부 학자는 토지, 식량 문제를 개선하지 못한 점을 아쉽다 평가했고 이러한 문제는 후여조 최고의 명군 성종대에 이르러 해결된다.

## 후대에 미친 영향

### 하노이 환검호 전설
하노이에 있는 호안키엠 호수(還劍湖, 환검호)의 이름 유래와 관련된 전설이 있는데, 레 러이가 한창 명나라에 맞서 전쟁 중일 때 호수에서 황금 거북이가 입에 용왕이 준 검을 물고 나타나서 그에게 주었고, 레 러이는 이 검으로 명나라와의 전쟁에 이기고 자신이 대월의 황제가 되었으며, 그 뒤에 다시 호수에서 만난 거북에게 용왕의 검을 돌려주었다고 한다.
2000년에 환검호에서 하연덕(何廷德)이란 학자가 새로운 자라 종을 발견했는데 이 자라를 환검자라라 칭했으며 종소명을 'Rafetus leloii'라 칭했는데 종소명의 leloii는 태조의 휘에서 따온 것이다.

### 근대 베트남의 정치 모델
여리의 업적은 근대에도 전해져 각 정치 세력의 선전, 정치용 모델이 되었다. 베트남의 호찌민이 프랑스군을 격파한 지 조금 지나서 자신을 위해 같이 싸워준 군대들에게 여태조, 쯩 자매, 조구, 쩐흥다오, 응우옌반후에같은 명장을 들어 그들의 공을 본받고 나라를 위해 싸운 것을 명심해야 한다고 말한 바가 있다. 또한 미국이 지지하는 반공조직들이 여리가 외적을 물리친 것을 인용해 반공의식을 대중에게 선전했다고 했다.

### 관련 지명
현 베트남의 몇몇 대도시엔 일부 거리들이 여리의 이름으로 지어져 있으며, 호찌민 시의 거리 하나는 여리가(黎利街)라는 이름이 붙어 있다.

## 가족

### 3대조
- 증조부 : 고상조명황제(Cao Thượng Tổ Minh Hoàng đế/高上祖明皇帝) 레호이(Lê Hối/黎晦/여회)
- 증조모 : 보자황태후(Phổ Từ Hoàng thái hậu/普慈皇太后) 응우옌 티 응옥주옌(Nguyễn Thị Ngọc Duyên/阮氏玉緣/완씨옥연)
- 조부 : 현조택황제(Hiển Tổ Trạch Hoàng đế/顯祖澤皇帝) 레딘(Lê Đinh/黎汀/여정)
- 조모 : 현자황태후(Hiển Từ Hoàng thái hậu/顯慈皇太后) 응우옌 티 꾸앗(Nguyễn Thị Quách/阮氏廓/원씨곽)
- 부친 : 선조복황제(Tuyên Tổ Phúc Hoàng đế/宣祖福皇帝) 레코앙(Lê Khoáng/黎曠/여광)
- 모친 : 정자황태후(Trinh Từ Hoàng thái hậu/貞慈皇太后) 찐 티 응옥트엉(Trịnh Thị Ngọc Thương/鄭氏玉蒼/정씨옥창)

### 형제
- 맏형 : 소효대왕(Chiêu Hiếu đại vương/昭孝大王) 레혹(Lê Học/黎學/여학)
  - 조카 : 충무대왕(Trung Vũ đại vương/忠武大王) 레탓(Lê Thạch/黎石/여석) (? ~ 1421년) - 또 다른 칭호는 진헌숙왕(Chân Hiến Túc vương/眞憲肅王).
- 동생 : 홍유왕(Hoằng Dụ vương/弘裕王) 레쯔(Lê Trừ/黎除/여제) - 또 다른 칭호는 남국공(Lam quốc công/藍國公).
  - 5세손 : 레 주이 방(Lê Duy Bang/黎維邦/여유방) - 후 레 왕조 제15대 황제 영종(Anh Tông/英宗).

### 후비
- 공자황태후(Cung Từ Hoàng thái hậu/恭慈皇太后) 팜 티 응옥쩐(范氏玉陳/Phạm Thị Ngọc Trần/범씨옥진）- 생전 칭호는 현비(Hiền phi/賢妃). 레 태종이 즉위한 후에 황후로 추존됨.
- 신비(Thần phi/宸妃) 찐 티 루(Trịnh Thị Lữ/鄭氏玉呂/정씨옥여) - 레러이의 정실.
- 혜비(Huệ phi/惠妃) 팜 티 응히에우(Phạm Thị Nghiêu/范氏堯/범씨요)
- 정숙비(Trinh Thục phi/貞淑妃) 쩐 티 응옥히엔(Trần Thị Ngọc Hiền/陳氏玉賢/진씨옥현)

### 황자
- 장남 : 군애왕(Quận Ai Vương/郡哀王) 레뜨떼(Lê Tư Tề/黎思齊/여사제, ? ~ 1438) - 신비 소생. 태자에 책봉되었으나 뒤에 군왕(郡王)으로 강등되었다.
- 차남 : 양군공(Lương quận công/良郡公) 레응우옌롱(Lê Nguyên Long/黎元龍/여원룡) - 공자황태후 소생. 후 레 왕조 제2대 황제 태종(Thái Tông/太宗).

### 황녀
- 공주 레 티 다오누(Lê Thị Đào Nữ/黎氏道女/여씨도녀) - 신비 소생
- 장자공주(Trang Từ Công chúa/莊慈公主) 레 티 응옥쩌우(Lê Thị Ngọc Châu/黎氏玉珠/여씨옥주) - 정숙비 소생

## 기년
| 태조        | 원년            | 2년        | 3년        | 4년        | 5년        | 6년        |
| ----------- | --------------- | ---------- | ---------- | ---------- | ---------- | ---------- |
| 서력 (西曆) | 1428년          | 1429년     | 1430년     | 1431년     | 1432년     | 1433년     |
| 간지 (干支) | 무신(戊申)      | 기유(己酉) | 경술(庚戌) | 신해(辛亥) | 임자(壬子) | 계축(癸丑) |
| 연호 (年號) | 순천(順天) 원년 | 2년        | 3년        | 4년        | 5년        | 6년        |

## 같이 보기
- 대월
- 쩐까오
- 응우옌짜이
- 후 레 왕조
- 찐카
- 쩐응우옌한
- 레삿
- 팜반싸오
- 레응언
- 똣동-쭉동 전투
- 태종
- 영락제
- 홍희제
- 선덕제
- 왕통

## 출전
- 《대월사기전서》(大越史記全書)
- 《월남통사》(越南通史)
- 《흠정월사통감강목》(欽定越史通鑑綱目)
- 《황월문선》(皇越文選)